# 와다하마역
와다하마역(일본어: 和田浜駅)은 일본 돗토리현 요나고시에 위치한 서일본 여객철도 사카이 선의 철도역이다. 단선 승강장 1면 1선의 구조를 갖춘 지상역이다.

## 역 주변
- 와다하마 공업 단지

## 역사
- 1951년 11월 1일 : 사카이 선의 유미가하마 역 - 오시노즈 역 간에 신설 개업.
- 1987년 4월 1일 : 일본국유철도 분할 민영화에 의해, 서일본 여객철도가 승계.
- 시기 불명 : 자동 발매기 철거.

## 인접 역
| 서일본 여객철도 사카이 선 | 서일본 여객철도 사카이 선 | 서일본 여객철도 사카이 선    |
| ------------------------- | ------------------------- | ---------------------------- |
| 유미가하마 요나고 방면    | ■ 사카이 선               | 오시노즈초 사카이미나토 방면 |